# Rafael Cabrera Camacho
Rafael Cabrera Camacho (Puebla de Zaragoza, Puebla, 5 de marzo de 1884-Ciudad de México, 21 de febrero de 1943) fue un poeta mexicano cuya obra "Presagios", compendio de la mayoría de sus poesías, fue reimpreso varias veces y lo situó entre los mejores poetas jóvenes de su tiempo. Fue agregado diplomático en Bélgica y Embajador en la República Argentina.

## Esbozo biográfico
Sus padres fueron el ingeniero Ángel Cabrera y Elena Camacho. Sus padrinos de bautizo fueron los acaudalados poblanos Tomás Furlong y Concepción Armijo de Furlong.
Al fallecer su madre, pasó al lado de sus padrinos en la Fábrica de "El Molino de Enmedio". Su instrucción primaria la cursó en la escuela de la "Calle de Ventanas" (hoy 12 Poniente y 5 Norte), y más tarde ingresó al Colegio del Estado de donde se tituló de médico cirujano en 1910.
Obtuvo la tercera mención honorífica en Los juegos florales de Puebla organizados por los alumnos del Colegio del Estado en el año de 1902 por su composición "Ojos negros, que comenzó a divulgarse en toda la República consagrándole como consumado poeta.

Ojos de abismo en que el placer anida 
más negros que mis penas y mi suerte,
miradme aunque al mirarme ahondéis mi herida 
y un instante nomás dadme la vida 
 ¡húmedos ojos que me das la muerte!

Su composición de épicas estrofas A los Niños Héroes de Chapultepec le valieron ser nombrado poeta nacional,  composición que él mismo recitó en el bosque del Castillo en 1910. Sus poemas pronto alcanzaron publicidad en toda la República por lo que fue admitido al Ateneo de México. Poco tiempo después publicó su libro de poesías que tituló Presagios (1913), que fue alabado por todos los críticos y reimpreso varias veces.
Su fama de poeta lo llevó a ser contado al lado del también diplomático Enrique González Martínez, o como Pedro Henríquez Ureña lo calificó de "descendiente de Campoamor y de Bequer" que, no obstante de tender hacia el modernismo siempre se mantuvo como poeta clásico. El mencionado crítico anotó: La poesía de Rafael Cabrera es toda de sentimientos y emociones en cuanto al fondo; elegante y mesurado en cuanto a la forma; y por eso es el poeta del amor y del dolor, poeta de los ideales que para él simboliza el héroe de Cervantes, poeta, en fin, de sentimientos delicados y emociones sutiles puro y elegante, y a la vez que castizo y moderno.

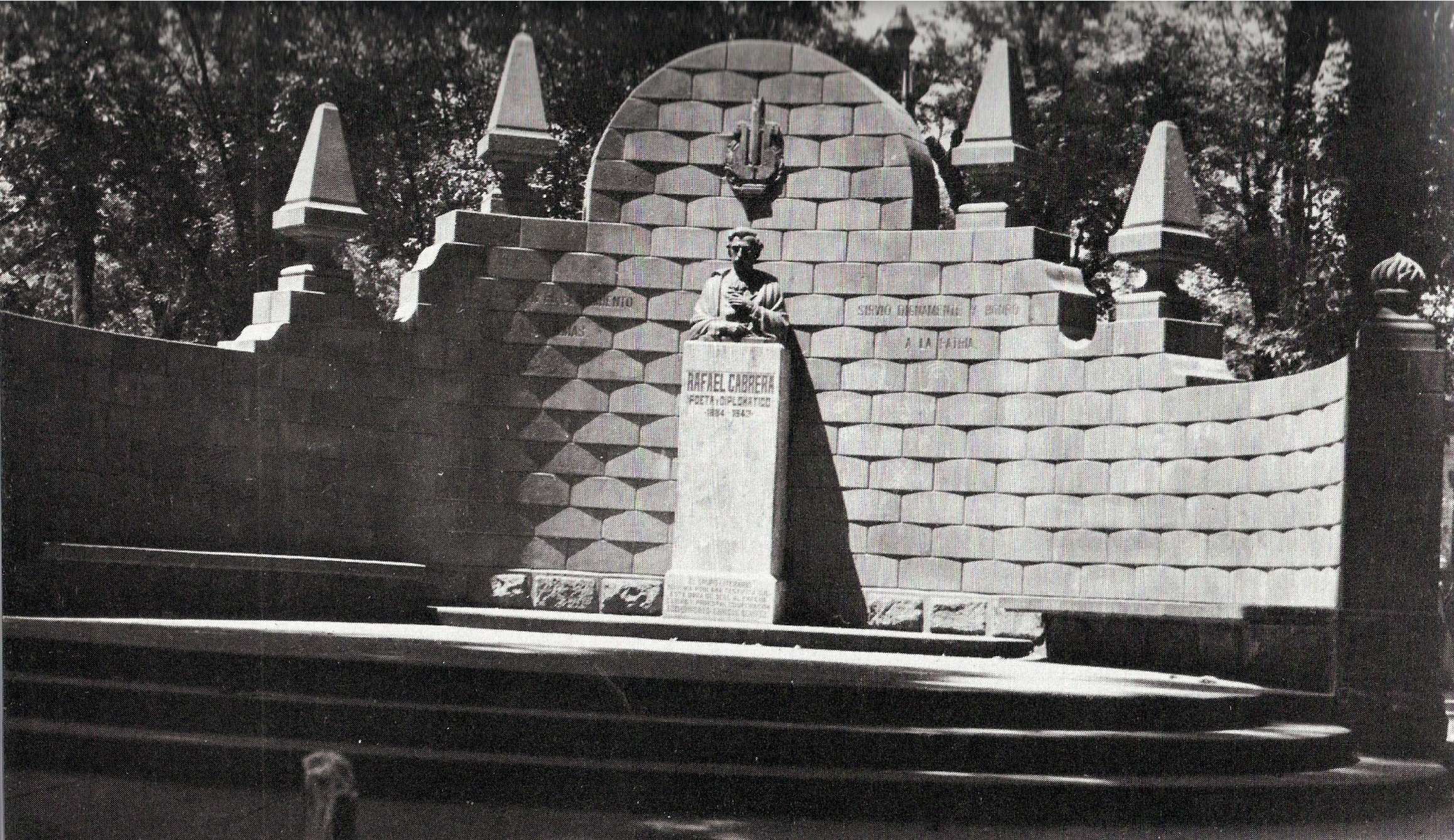
Monumento y busto a Rafael Cabrera erigido por el grupo literario "Bohemia Poblana, en el Paseo de San Francisco.

Además de las poesías que contiene su libro Presagios, se publicaron en numerosas revistas de Puebla y México en especial en Don Quijote que dirigió en la Ángelópolis, así como artículos de crítica literaria que hizo mientras se encontró en la dirección de la Biblioteca Lafragua en Puebla.
Fue a radicar en 1918 a la capital donde se dedicó a la carrera diplomática, en la cual subió por riguroso escalafón hasta llegar a ser, por muchos años, Ministro Plenipotenciario cerca del Gobierno de Bélgica, en donde contrajo matrimonio, y finalmente fue embajador de México en la Argentina.
Debido a su precaria salud se vio precisado a renunciar a su carrera diplomática regresando a México a vivir entre Cuernavaca y la capital en donde falleció el 21 de febrero de 1943. Dejó una copiosa biblioteca de ciencias ocultas.

## Poemas
Entre sus mejores poesías originales publicadas se cuentan: En tu ventana, Por los héroes, Nihil, A una sombra, y la mencionada A los Niñoes Héroes de Chapultepec, La primera comienza:

Es mentira no haz muerto, 
no eres tu la que vi por la ventana 
adormida entre cirios y entre flores 
y con las manos sobre el pecho atadas...
¿Verdad que no eras tú? ¿Como podría vivir si me faltaras? 
No eras tú, no eras tú, yo estaba loco,
 te ocultan y me engañan...

Los primeros versos del poema romántico Nihil:

Después del rudo estrago, 
me enerva la quietud apetecida: 
soy un inmenso y apacible lago 
que retrata el paisaje de la vida; 
y mis linfas que al aura se estremecen 
y que la aurora tiñe de escarlata, 
en las tardes azules palidecen 
y en las noches de luna son de plata.

## Homenaje
En el Paseo Viejo, hoy de San Francisco, en el mismo lugar donde solía estudiar y escribir sus poesías, se erigió un monumento con su busto en bronce y mármol de Tecáli, a instancias del grupo literario Bohemia Poblana y costeado por su mecenas don Enrique Benítez Reyes, que se inauguró el 29 de julio de 1954.